# Jean Paolini
Pour les articles homonymes, voir Paolini.
Jean Paolini, né le 3 mars 1921 à Ghisonaccia et mort le 8 janvier 2015 dans la même ville, est un haut fonctionnaire français. Il a notamment été préfet de la Meuse et préfet de police de Paris.

## Biographie
Jean Dominique Paolini est né le 3 mars 1921 à Ghisonaccia, d'un père assistant technique des travaux publics de l’État. Il fait ses études au lycée de Bastia, puis à la faculté de droit de l'université Toulouse-I-Capitole, où il obtient une licence en droit. 
Engagé volontaire en janvier 1943, il devient chef de cabinet auprès du secrétaire général pour la police de la région de Toulouse en août 1944. Il est ensuite nommé chef de cabinet de Poggioli, préfet des Hautes-Pyrénées, puis du Loir-et-Cher (1945-1947). Sous-préfet de 3e classe, il est directeur de cabinet du préfet du Rhône, puis secrétaire général de la Savoie en 1951, de la Charente en 1958, de la Meurthe-et-Moselle en 1959. Il est nommé préfet de la Meuse en 1965. 
En 1967, il devient directeur de cabinet du préfet de police Maurice Grimaud, avant de devenir lui-même préfet de Police de Paris en 1973. Il est directeur de cabinet du ministre de l'Intérieur Michel Poniatowski (1976), puis de Christian Bonnet (1977).
Lors de la Première cohabitation, le préfet de police de Paris Guy Fougier démissionne à cause des tensions avec le ministre de l'Intérieur Charles Pasqua. Le Premier ministre Jacques Chirac propose de nommer Jean Paolini, qui avait déjà été préfet de police en 1973. L’Élysée refuse, mais le Premier ministre réagit avec la plus grande fermeté en menaçant de faire de Paolini un chargé de mission au cabinet du ministre Robert Pandraud pourvu de tous les pouvoirs lui permettant dans les faits de diriger la préfecture de police. Mitterrand cède et nomme Paolini préfet de police de Paris en 1986.
Il part à la retraite en 1988.
Il a été grand officier de la Légion d'honneur et grand-croix de l'Ordre national du Mérite.